# Ahomadégbé
Ahomadégbé är en ort i Benin. Den ligger i den södra delen av landet, 80 kilometer nordväst om huvudstaden Porto-Novo. Ahomadégbé ligger 62 meter över havet och antalet invånare är 3 556.
Terrängen runt Ahomadégbé är huvudsakligen platt. Ahomadégbé ligger uppe på en höjd. Närmaste större samhälle är Coussé, 15,8 kilometer öster om Ahomadégbé.
Omgivningarna runt Ahomadégbé är en mosaik av jordbruksmark och naturlig växtlighet. Runt Ahomadégbé är det ganska tätbefolkat, med 166 invånare per kvadratkilometer.